# Сан Лоренцо (Ливорно)
Сан Лоренцо је насеље у Италији у округу Ливорно, региону Тоскана.
Према процени из 2011. у насељу је живело 68 становника. Насеље се налази на надморској висини од 37 м.